# رطن (نبات)
الرَطَن أو كرامريا أو حششة مخطاطة (الاسم العلمي: Krameria) هو جنس النباتات يتبع الفصيلة الرطنية (باللاتينية: Krameriaceae) من رتبة القديسيات، وهو الجنس الوحيد في تلك الفصيلة. يضم هذا الجنس حوالي 17 نوعاً نباتياً. ويطلق الرطن أيضاً على دواء عشبي يتكون من الجذر المجفف لنوع ال(para rhatany) واسمه العلمي (باللاتينية: Krameria argentea) أو رطن البيرو واسمه العلمي (Krameria lappacea). وضع الاسم العلمي من قبل السويدي كارل لينيوس تكريماً لعالمي النبات الألماني جيه. جي. أش. كرامر وابنه دبليو. أش. كرامر.

## الأنواع المختارة
- رطن ثنائي اللون (الاسم العلمي:Krameria bicolor)
- رطن سناني (الاسم العلمي:Krameria lanceolata)
- رطن سونوري (الاسم العلمي:Krameria sonorae)
- رطن صغير الأوراق (الاسم العلمي:Krameria parvifolia)
- رطن عقدي (الاسم العلمي:Krameria lappacea)
- رطن غدي (الاسم العلمي:Krameria glandulosa)
- رطن فضي (الاسم العلمي:Krameria argentea)
- رطن قائم (الاسم العلمي:Krameria erecta)
- رطن قليل الأزهار (الاسم العلمي:Krameria pauciflora)
- رطن قليل الأوراق (الاسم العلمي:Krameria paucifolia)
- رطن كبير الأزهار (الاسم العلمي:Krameria grandiflora)
- رطن كبير الأوراق (الاسم العلمي:Krameria grandifolia)
- رطن لبدي (الاسم العلمي:Krameria tomentosa)
- رطن متفرع (الاسم العلمي:Krameria ramosissima)
- رطن مفترش (الاسم العلمي:Krameria prostrata)
- رطن ملتف (الاسم العلمي:Krameria revoluta)